# Вудс, Кристи Ли
Кристи Ли Вудс (англ. Christie Lee Woods; род. 21 октября 1977 года) — американская модель, актриса и победительница конкурса красоты Юная мисс США 1996.

## Конкурсы красоты

### Юная Мисс США 1996
Стала победительницей в звании "Юная Мисс Хьюстон" в 1995 году. Одержала победу в конкурсе Юная Мисс Техас 1996. Представляла Техас в 1996 году на Юная мисс Техас 1996 и стала первой обладательницей титула от штата Техас.
Во время своего правления Вудс много путешествовал по Соединенным Штатам и появлялся на благотворительном поприще, отказавшись от своего титула в августе 1997 года, когда она короновала Шелли-Мур  Теннесси в качестве Miss Teen США 1997 в своем родном штате, Техас.

### Мисс Техас 2002
В 2001 году к участие в конкурсе красоты и участвовала в конкурсе на звание "Мисс Техас", как "Miss Central Texas". Она была одной из шести обладательниц титула Юная мисс Техас. Лидировала в выходе купальниках, интервью и получила звание Мисс Фотогеничность, но стала третьей. Стала первой участницей, когда не выиграл титул с первой попытки.

### Мисс Техас 2003
В 2003 году, снова попыталась выиграть титул Мисс Техас. Стала лишь одной из полуфиналисток.

### Мисс Техас 2004
В 2004 году, участвовала в третий раз и снова вошла только в число полуфиналисток. Участвовала в последний раз, так как по регламенту имеется ограничение по возрасту.

## Телевидение

### Актёрская карьера
Сыграла роль Роуэна в телевизионном сериале Новые приключения Робин Гуда в конце 1990-х годов. Была приглашена в Malibu, CA (1998) и USA High (1998).

## Удивительная гонка
Появилась с парнем Колином Гуинном в Удивительная гонка 5. Конкурируя с двумя другими конкурсантками конкурса красоты: Николь О’Брайн и Эрика Шэй.
Финишировали вторыми из одиннадцати.
Планировали участвовать в Удивительная гонка 11, но смогли участвовать из-за беременности Кристи.